# Автоматическая бортовая система управления
Автоматическая бортовая система управления (АБСУ) в авиации — одна из систем бортового авиационного оборудования летательного аппарата.
Система предназначена для повышения эффективности использования самолёта, повышение эффективности работы экипажа и снижению его утомляемости, повышению безопасности полёта. Система обеспечивает требуемые характеристики устойчивости и управляемости во всём диапазоне эксплуатационных режимов полёта, обеспечивает автоматические режимы полёта, ограничивает предельные режимы полёта, индицирует основные пилотажно-навигационные параметры, формирует команды-предписания для действий лётчика, индицирует сигналы о своём техническом состоянии. Система построена многоканальной, многорежимной и высокорезервированной.
АБСУ функционально состоит из системы сервоприводов (ССП), системы штурвального управления (СШУ), системы автоматического управления (САУ), системы автоматического и директорного захода на посадку (система траекторного управления — СТУ), системы встроенного контроля (СВК), автомата тяги (АТ).
Система сервоприводов предназначена для дополнительного перемещения рулей самолёта по командам с вычислителей при полёте в штурвальном режиме и перемещения рулей при полёте в автоматических режимах — без участия лётчика. Исполнительными механизмами обычно служат электрогидравлические рулевые агрегаты.
Система штурвального управления обеспечивает требуемые характеристики устойчивости и управляемости самолёта в штурвальном режиме путём дополнительного перемещения рулей самолёта и дополнительной загрузки органов управления. Состоит из системы устойчивости и управляемости (СУУ) и системы автоматической балансировки (САБ).
Система автоматического управления предназначена для автоматического управления полётом без вмешательства лётчика и может включать следующие режимы: стабилизация продольного и бокового движения, стабилизация барометрической высоты полёта, стабилизация приборной скорости или числа Маха, стабилизация заданного курса, программное управление от навигационного комплекса (или навигационно-бомбовой системы) в боковом и продольном канале, автоматический или директорный заход на посадку по сигналам курсо-глиссадных маяков и стабилизация движения на глиссаде снижения. На военных машинах предусмотрены режимы автоматического приведения к горизонтальному установившемуся полёту при потере лётчиком ориентировки в пространстве («привод в горизонт»), автоматический и полуавтоматический низковысотный полёт с огибанием элементов рельефа местности, а также режим межсамолётной навигации — автоматическое сближение с самолётом, оборудованным радионавигационным ответчиком (как вариант — автоматический выход на самолёт-дозаправщик).
На пассажирских машинах применяется автомат тяги АТ, позволяющий автоматически регулировать обороты двигателей в незначительных пределах с целью стабилизации приборной скорости без изменения тангажа. Автомат тяги является самостоятельной электронной системой, работающей на САУ. Также АТ выводит рычаги управления двигателями на взлётный режим при автоматическом уходе на второй круг от кнопки «Уход на 2-й круг».
Система встроенного контроля предназначена для предполётного автоматического самоконтроля, предполётного автоматического контроля АБСУ, постоянного контроля исправности АБСУ в течение всего полёта, отключения отказавших режимов и устройств и включения резервных, выдачи информации экипажу об отказах и команд-предписаний для действий лётчикам. Для предполётного автоматического тест-контроля в систему заложена программа.
Вероятно, первым самолётом с подобной автоматикой стал М-50 ОКБ-23 Мясищева. АБСУ-50, установленная на этом самолёте, также имела систему искусственной центровки (автомат перекачки топлива).
На Ту-134 применялась относительно простая система управления АБСУ-134. Система АБСУ-134 состоит из автопилота АП-134, автомата тяги АТ-5, системы траекторного управления СТУ-134 и аппаратуры ухода на второй круг. В дальнейшем различные АБСУ применялись на машинах — Ту-144, Ту-154, Ту-22М, Ту-160. На последнем применяется полностью электродистанционная, четырёхканальная, с электрогидравлическим резервированием аналогово-цифровая система АБСУ-200.
Также различные АБСУ устанавливались на беспилотных летательных аппаратах.

В связи с аналоговым построением системы любая замена блока или агрегата требует перенастройки всей системы, а в ряде случаев — и контрольного облёта самолёта. Также система управления требовала регулярного ежегодного технического обслуживания с замером и документированием сотен параметров, и периодической подстройки передаточных коэффициентов (ввиду естественного старения элементной базы, рассчитанной в своё время на 20 лет нормальной эксплуатации). Например, для периодических работ на самолёте Ту-22М по АБСУ был необходим расчёт из трёх-четырёх специально подготовленных, хорошо обученных по базовой специальности АО, психологически совместимых в коллективе специалистов. Регламентные работы по АБСУ занимают несколько рабочих дней, при этом все остальные работы на самолёте на это время приостанавливаются.
Тем не менее, даже полная предполётная проверка автоматической системы управления с программным тест-контролем не может дать стопроцентной гарантии исправности системы. В связи с большой сложностью некоторые режимы просто невозможно симулировать в наземных условиях, тогда дефект может проявиться в воздухе. Так, например, случилось на самолётах Ту-154 B-2610 (Air China, заводской номер 86А740) и RA-85563 (ВВС России). Ту-154 оснащён постоянно работающей в полёте автоматической бортовой системой управления (АБСУ-154), которая может работать как в режиме автопилота, полностью стабилизируя самолёт по одной из программ (выдерживание заданных тангажа и крена, стабилизация высоты, приборной скорости или числа М, выдерживание заданного курса, заход по глиссаде и др.), так и в штурвальном режиме, демпфируя колебания самолёта и тем самым облегчая управление. При отказе одного из каналов АБСУ можно выключить соответствующий канал рулевого агрегата.

## Схемотехника
Близкие по конструкции и схемным решениям (а также частично взаимозаменяемые) широко распространённые АБСУ-145 самолётов типа Ту-22М и АБСУ-154 самолётов типа Ту-154 были построены по принципу аналогового вычисления на интегральных операционных усилителях серии 140 и 153, мажоритарной логике на диодах и коммутации сигналов на микрореле серии РЭС-49 (последние оказались самыми ненадёжными элементами в схемотехнике АБСУ). Впервые в отечественной практике на подвижных объектах был применён двусторонний печатный монтаж и широкое применение разнообразных микромодулей (усилители постоянного тока УПТ-9, блоки реле, блоки питания, преобразователи тока, сигнализаторы напряжения и др.). Основным недостатком данных АБСУ можно считать применение локальных (для каждого вычислителя) интегрированных нестабилизированных блоков питания — от любых скачков напряжения в бортовой сети зависели параметры вычисления и итоговый результат управления самолётом, а также резко страдала отказоустойчивость. Физически данные АБСУ представляли собой монтажные рамы с рядами легкосъемных блоков кассетного исполнения с курковыми замками и ножевыми электрическими разъемами в задней части (на 50 или 100 контактов на каждый блок), пульты в кабине экипажа, а также комплекс разнообразных датчиков по всей конструкции самолёта.

## Отказы

### Катастрофа под Сианем
На машине Ту-154 рег. № B-2610 было перепутано подключение однотипных блоков демпфирующих гироскопов крена и рыскания, установленных рядом и имеющих в силу однотипности одинаковые штепсельные разъёмы. В результате элероны пытались демпфировать колебания по курсу, а руль направления — по крену, в результате чего колебания только прогрессирующе росли и самолёт разрушился в воздухе от перегрузок. Погибли 160 находившихся на борту человек.

### Происшествие с бортом RA-85563
На машине RA-85563 было перепутано подключение двух питающих фазных проводов в системе электроснабжения 36 вольт, что вызвало отказ системы демпфирования.
АБСУ-154 питается трёхфазным напряжением 36 В обратной фазировки (фазные напряжения принимают положительные значения в порядке A, C, B) и аварийные источники 36 В (преобразователи ПТС-250 27/36 В) сразу вырабатывают напряжение обратной фазировки, а основные источники (трансформаторы ТС330СО4Б 208/36 В) вырабатывают напряжение прямой фазировки и требуется их обратное подключение на переключающем контакторе (приходящие на колодку контактора провода — A-C-B, по цветам — жёлтый-красный-зелёный, а отходящие — в обычном порядке жёлтый-зелёный-красный). Но подготавливавший машину к перелёту на капремонт сотрудник этого исключения не учёл и подключил провода «цвет к цвету» — жёлтый против жёлтого и так далее. В результате часть АБСУ была запитана неправильной фазировкой, БДГ-26 (блоки демпфирующих гироскопов) выдавали сигналы обратной полярности и АБСУ вместо демпфирования раскачивала самолёт. Экипаж проявил профессионализм в пилотировании, посадив практически неуправляемый самолёт, но полный непрофессионализм в знании матчасти, не распознав причины раскачки и просто не отключив выключателями в кабине рулевые агрегаты АБСУ.